# Eupithecia fredericki
Eupitecia fredericki es una especie de polilla de la familia Geometridae. La especie fue descrita por primera vez en 1985 con distribución en los Estados Unidos, descrita especialmente en Texas y Wisconsin. La especie holotipo fue descrita en las montañas de la Sierra Diablo en el oeste de Texas.

## Distribución
La envergadura es de unos 17,5 milímetros (0,7 plg). Las alas anteriores son de color ocre ahumado claro. Se han registrado adultos volando de mayo a agosto.